# Dornier Do 212
Il Dornier Do 212 era un aereo anfibio leggero da trasporto passeggeri progettato dall'azienda tedesca Dornier-Werke GmbH e realizzato in Svizzera, nella sua sussidiaria AG für Dornierflugzeuge (Doflug) nei primi anni quaranta.
Dotato di soluzioni tecniche innovative, venne realizzato per poter soddisfare il mercato del trasporto leggero a corto raggio ma a causa di una serie di problemi tecnici mai risolti non venne avviato alla produzione.

## Storia

### Sviluppo
Alla fine del 1938, Dornier, su consiglio del figlio Dipl.-Ing Peter Dornier, ritenne interessante sviluppare un nuovo velivolo anfibio da poter proporre ad un mercato sia per uso personale da turismo che di trasporto civile su piccolo raggio.
La progettazione si basò sulle esperienze maturate sull'ultimo prodotto realizzato dall'azienda per soddisfare lo stesso obiettivo di mercato, il Do 20, ma non derivandolo direttamente da esso. Per il disegno e lo sviluppo furono incaricati due gruppi, in Germania presso la sede dell'azienda e in Svizzera presso la sussidiaria AG für Dornierflugzeuge (Doflug) che avrebbe fisicamente costruito anche il prototipo e che sarebbe stata facilitata nelle prove per la sua collocazione sul Lago di Costanza.
Furono scelte delle soluzioni tecniche all'avanguardia ed anticonvenzionali come la collocazione dell'unità motrice nello scafo dietro alla cabina che ospitava pilota e passeggeri, unendola all'elica collocata sulla parte posteriore ed in configurazione spingente tramite un lungo albero di trasmissione e che disponeva di un meccanismo in grado di sollevarla 12º per evitare che potesse toccare con le estremità delle pale la superficie dell'acqua in fase di decollo ed ammaraggio.
La costruzione del prototipo, al quale venne assegnata la designazione ufficiale RLM Do 212 V1, iniziò nel 1941 e, ottenuta l'immatricolazione HB-GOG, nel luglio 1942 venne terminato, pronto per iniziare le prove di volo.

### Impiego operativo
Dopo le prove di flottaggio eseguite sul Lago di Costanza, i primi tentativi di sollevarsi dallo specchio d'acqua furono fallimentari tanto che solo il 3 agosto pilota collaudatore Egon Fath riuscì a portare in volo per la prima volta il Do 212 a traino di un Do 24. Tuttavia la forte instabilità di volo costrinse Fath ad abbandonare velocemente la prova ed ammarare. I successivi tentativi di miglioramento e di sviluppo, votati anche a risolvere i problemi di torsione del lungo albero di trasmissione e della tendenza al surriscaldamento del motore, si rivelarono del tutto infruttuosi costringendo l'abbandono del progetto.
L'unico Do 212 venne demolito nel 1943.

## Descrizione tecnica
Il Do 212 era un aereo anfibio di costruzione interamente metallica che presentava, a discapito di una usuale soluzione a scafo centrale, un aspetto anticonvenzionale dovuto alla particolare soluzione motoelica adottata.
Lo scafo integrava anteriormente una cabina di pilotaggio a due posti affiancati, seguita da una sezione per altri due passeggeri. Appena dopo la sezione passeggeri era posizionata l'unità motrice collegata all'elica propulsiva da un albero lungo 2,9 m. Tutta la sezione dell'albero era imperniata e sollevabile tramite un meccanismo fino a formare un angolo di 12º rispetto all'asse longitudinale del velivolo. Questa a riposo rimaneva inserita nella sezione di coda tra l'impennaggio dotato di piani caratterizzati da un sensibile angolo di diedro che integravano alle loro estremità di due elementi verticali.
L'ala era montata alta ed integrava sulle due estremità una coppia di galleggianti equilibratori.
Il carrello d'atterraggio era un triciclo anteriore completamente retrattile nello scafo.
La propulsione era affidata ad un motore Hirth HM 512 B-0, un 12 cilindri a V rovesciata raffreddato ad aria capace di erogare una potenza pari a 450 PS (331 kW), accoppiato tramite un albero di trasmissione ad un'elica quadripala Escher Wyss del diametro di 2,40 m.